# Nicole Muchnik
 (octobre 2017).
Si vous disposez d'ouvrages ou d'articles de référence ou si vous connaissez des sites web de qualité traitant du thème abordé ici, merci de compléter l'article en donnant les références utiles à sa vérifiabilité et en les liant à la section « Notes et références ».
Nicole Muchnik est une journaliste française. Elle est connue pour le rôle décisif qu'elle a eu dans la construction du Manifeste des 343.

## Biographie

### Début de carrière dans le journalisme
Originaire de Tunis, Nicole Muchnik naît vers 1936. Elle entre au Nouvel Observateur en 1968. Chargée de l'information, elle collabore irrégulièrement à Notre Époque où elle figure comme journaliste au début de la décennie 1970. Chef des informations à partir de 1972, elle est la responsable de la section CFDT du Nouvel Observateur à partir de 1969. Elle se situe à la gauche du journal, n’hésitant pas à signer une pétition contre la tendance cégétiste en juin 1972.

### Le Manifeste (1971)
En 1971, alors documentaliste, elle a l'idée avec Jean Moreau, chef du service documentation,, de dénoncer les conditions précaires de l'avortement en France en publiant un texte signé par des personnalités qui reconnaîtraient avoir eu recours à cette procédure illégale. Elle contacte le Mouvement de libération des femmes (MLF) qui, enthousiaste, l'accompagne à une rencontre avec Simone de Beauvoir . La philosophe écrit alors avec Anne Zelensky et Christine Delphy le Manifeste des 343 femmes qui déclarent avoir avorté, signé par de nombreuses femmes célèbres dont Jeanne Moreau. Muchnik intervient enfin de façon décisive pour que le manifeste soit publié par le Nouvel Observateur.

### Dans l'édition
De 1974 à 1980, elle est directrice de collections chez plusieurs éditeurs : Seghers, collections Textes Fous; Points de Départ ; Belfond, collections Voix Catalanes ; L'Observateur Témoin de son Temps ; Jacqueline Chambon Éditions, Littérature Catalane ; quelques livres chez Hachette[réf. nécessaire].
En Espagne depuis 1978, elle collabore aux Éditions Muchnik Editores, Anaya y Mario Muchnik et Del Taller de Mario Muchnik..
A Madrid depuis 1990, dirige la Association Culturelle PASSAGES et crée des colloques internationaux avec l'aide de la Commission des Droits de l'Homme de l'Union Européenne, tels que: - Coloquio Magreb-Europa, 2 y 3 de junio de 1992, - Conferencia de Mujeres para la Paz en Oriente Medio, 30.11/1-2.12.1992 - Convención Antirracista Europea, 10 y 11 de diciembre de 1993 - Convivencia en Sarajevo, 11 y 12 de marzo de 1994 - Segunda Conferencia de Mujeres para la Paz en Oriente Medio, 29 y 30 de abril de 1994, - Fronteras de lo humano,10-11.11.1994 - Antisemitismo, paradigma del racismo 13-14.11.1995, - Luchar para vivir : Sida y Drogas, 1-2.12.1995, - Dones i Fonamentalismos : 16-17-18 de abril de 1998.Wikipedia.Academic.

### Autres travaux
Depuis 1997, elle se consacre à la peinture et aux photo-montages. Elle expose en Espagne.
Elle vit en France, à La Charité-sur-Loire. Elle à exposé ses tableaux dans l'église de la Charité.